# Finlandais sang-chaud
Le Finlandais sang-chaud (finnois : Suomalainen puoliverihevonen, abrégé FWB) est un stud-book de chevaux de sport originaire de Finlande, créé en 1980. Issus de croisements entre divers chevaux de sport européens, ils sont destinés aux disciplines du saut d'obstacles, du dressage et du concours complet d'équitation. La race est rare.

## Histoire

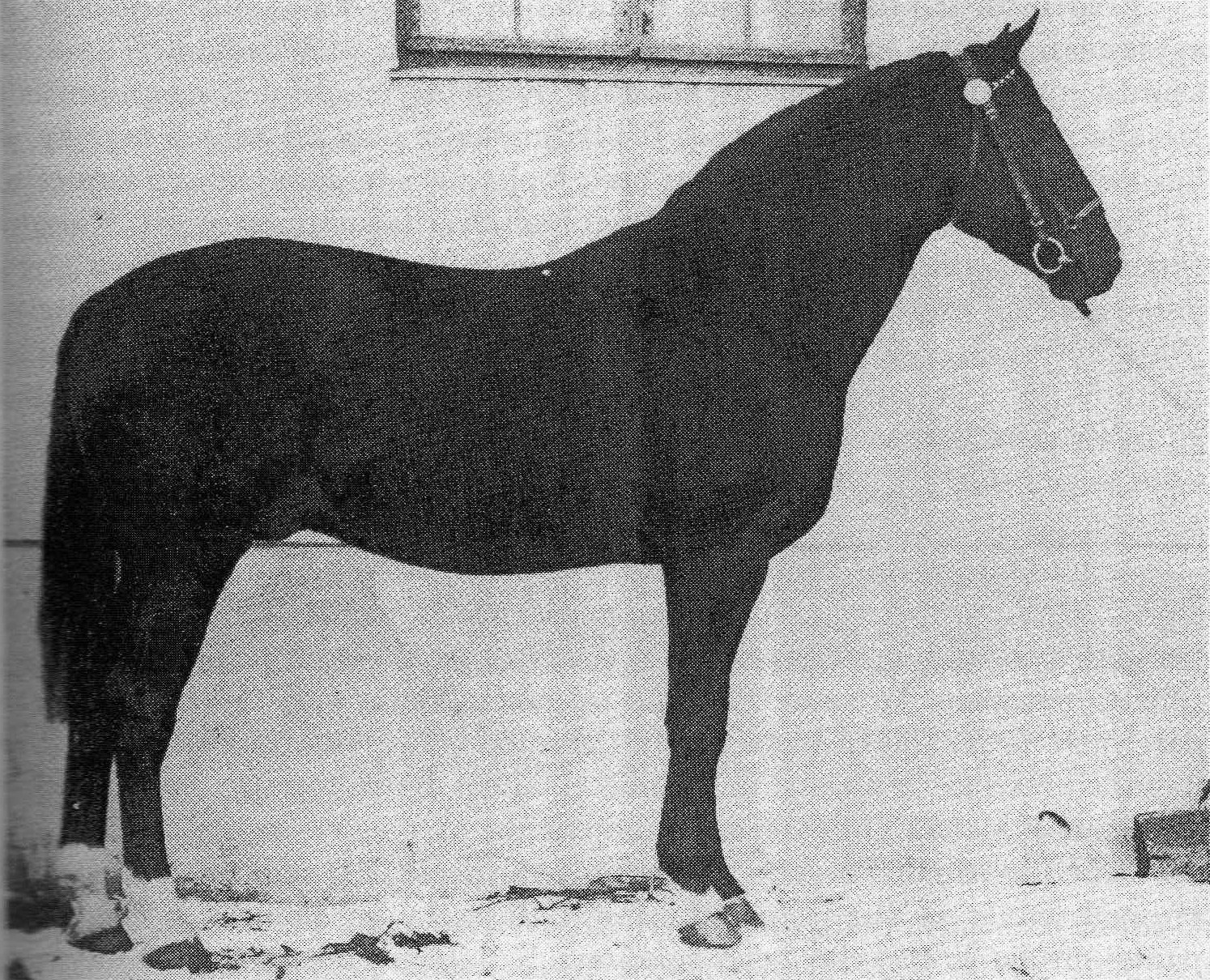
L'étalon Hanovrien Flüchtling, portant le numéro 1 dans le stud-book du Finlandais sang-chaud

Une association d'élevage de demi-sangs est fondée en 1926 en Suède. Ces chevaux résultent de croisements pratiqués entre le cheptel national finlandais (à 25 %) et des chevaux importés d'autres pays européens, en particulier de la Suède. 
Le stud-book est créé en 1980, mais il faut attendre 1995 pour que le standard soit défini. Comme la plupart des chevaux de sport européens, le Finlandais sang chaud ne répond pas vraiment à la notion de race.

## Description

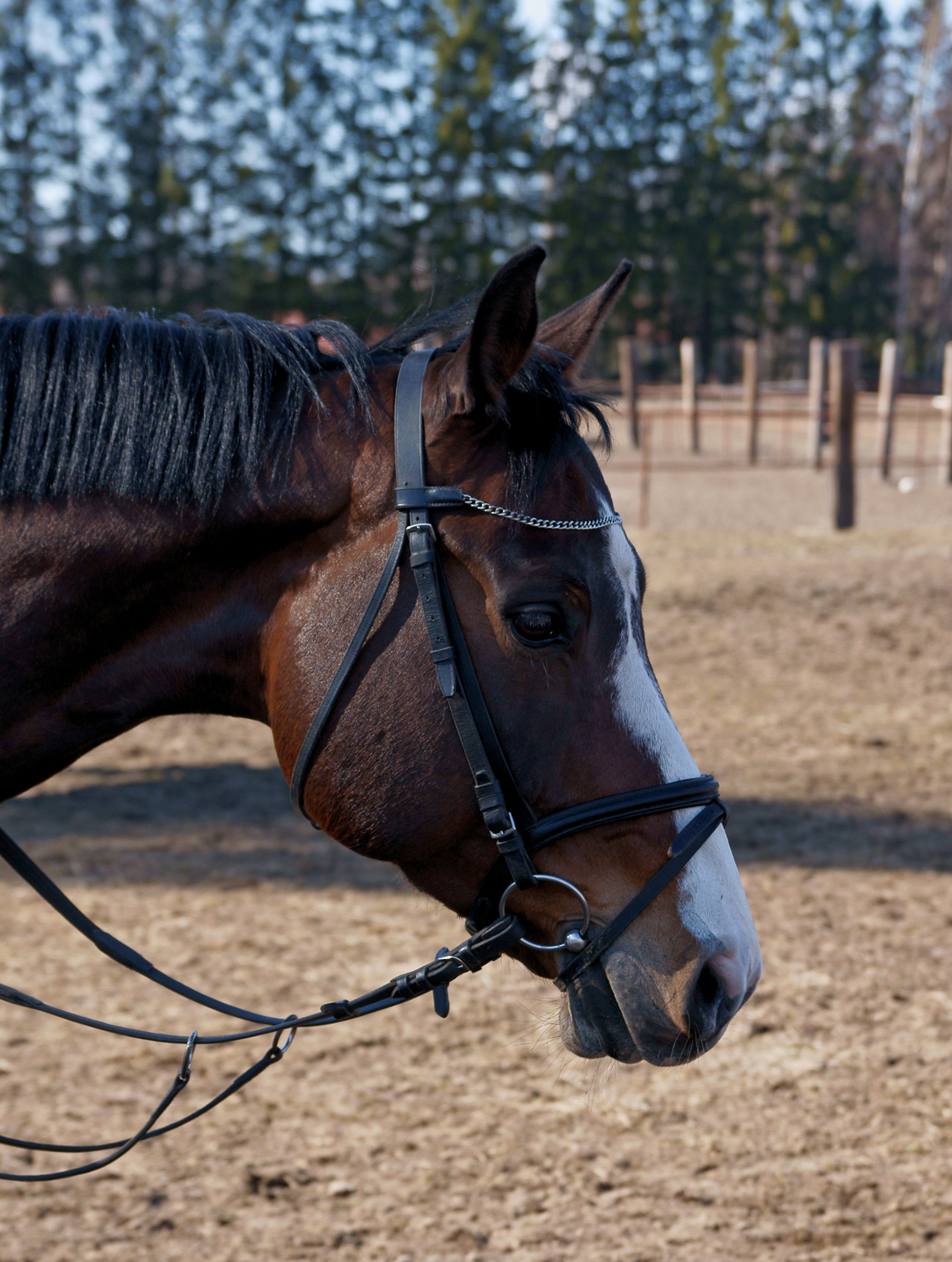
Tête d'un hongre finlandais sang chaud

Il appartient au groupe des Warmblood européens. La base de données DAD-IS indique une taille moyenne de 1,63 m chez les juments et 1,67 m chez les mâles, pour un poids moyen de 600 kg. Le guide Delachaux donne une fourchette de 1,58 m à 1,72 m. La conformation est réputée bonne. Le modèle est typique du cheval de sport européen, avec une longue encolure, un garrot sorti, de longues jambes et une apparence générale d'athlète. 
La robe est généralement baie, mais l'alezan, le noir, plus rarement le rouan, sont possibles. 
La sélection vise l'obtention d'un cheval apte à concourir dans les disciplines équestres olympiques, une attention est portée sur le caractère. Cette sélection est assurée par l'association Suomen Hippos .

## Utilisations
Ces chevaux sont destinés aux sports équestres, plus particulièrement au saut d'obstacles, au dressage et au concours complet d'équitation. 

## Diffusion de l'élevage

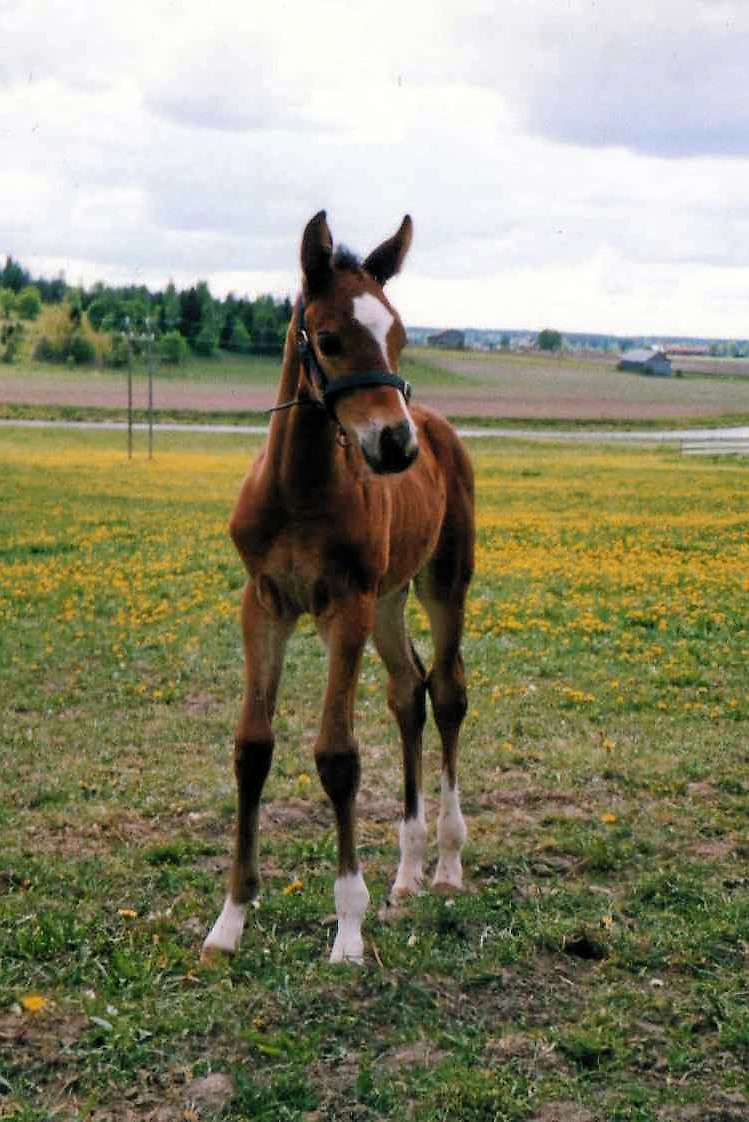
Poulain finlandais sang chaud nouveau-né du printemps 2004

DAD-IS indique que la race est à faibles effectifs, et donc en danger d'extinction, avec un effectif situé dans une fourchette de 4 000 à 10 000 têtes en 2009, ce qui est en contradiction avec les informations du guide Delachaux (2016) selon lesquelles la race « se porte bien ». L'étude menée par l'Université d'Uppsala, publiée en août 2010 pour la FAO, signale le Finlandais sang chaud comme race de chevaux locale européenne en danger d'extinction.